# (34624) 2000 UB62
2000 UB62 (asteroide 34624) é um asteroide da cintura principal. Possui uma excentricidade de 0.02650320 e uma inclinação de 9.30104º.
Este asteroide foi descoberto no dia 25 de outubro de 2000 por LINEAR em Socorro.